# Domenii
Domenii este un cartier situat în sectorul 1 al Bucureștiului. A fost inițiat în perioada interbelică. Numele zonei este legat cu dezvoltarea Bucureștiului dintre anii 1920-1940, unde s-au vândut parcele și loturi de pământ angajaților din Ministerul Agriculturii și al Domeniilor, de unde și numele de Domenii. Este deservit de stația de metrou 1 Mai, fiind una dintre cele mai importante stații de metrou din București, pentru ca este cea mai apropiată stație de aeroporturile Aurel Vlaicu din Băneasa și Henri Coandă din Otopeni, preluând un flux mare de oameni și din zona pieței Presei Libere dar și din alte zone periferice ale Bucureștiului, cu precădere Grivița și Bucureștii Noi.